# Сосна звичайна велетень
Сосна́ звича́йна ве́летень — ботанічна пам'ятка природи місцевого значення в Україні. Розташована в межах Локачинського району Волинської області, на північ від села Губин. 
Площа 0,01 га. Статус надано 1972 року. Перебуває у віданні ДП «Володимир-Волинське ЛМГ» (Губинське л-во, кв. 17, вид. 26). 
Статус надано для збереження одного екземпляра сосни звичайної віком близько 230 років.